# Notre-Dame-de-Sanilhac
Notre-Dame-de-Sanilhac – miejscowość i dawna gmina we Francji, w regionie Nowa Akwitania, w departamencie Dordogne. W 2013 roku populacja gminy wynosiła 3164 mieszkańców. 
W dniu 1 stycznia 2017 roku z połączenia trzech ówczesnych gmin – Breuilh, Marsaneix oraz Notre-Dame-de-Sanilhac – utworzono nową gminę Sanilhac. Siedzibą gminy została miejscowość Notre-Dame-de-Sanilhac. 